# Adelheid van Zutphen
Adelheid van Zutphen (Zutphen, rond 1030 - na 1059) was een dochter van Liudolf van Brauweiler, graaf van Bonn en Zutphen, en Mathilde van Zutphen, dochter van Otto I van Zutphen. Mathilde was zo een (aangetrouwde) kleindochter van keizer Otto II (Ottonen) (973-983). 
Adelheid trad in het huwelijk met Godschalk van Zutphen en Twente, die rond 1063 overleed.  
Kinderen van Godschalk en Adelheid waren:
- Gebhard, graaf van Twente (Gerard I van Loen)
- Otto de Rijke, graaf van Zutphen (gestorven 1113; getrouwd met Judith van Arnstein/of Supplinburg(?))
- Gumbert (Humbert), geestelijke, monnik in de abdij van Corvey en daarna in het Abdinghofkloster in Paderborn.

Volgens de onderzoekingen van Donald C. Jackman zouden ook de onderstaande twee kinderen van Adelheid zijn:
- Godschalk II, heer van Gennep
- Herbert, heer van Millen, de vader van de heilige Norbert van Xanten, de stichter van de orde van de premonstratenzers